# Giorgio Patrizi
Giorgio Patrizi (Roma, 10 febbraio 1949 – Roma, 1º settembre 2023) è stato un critico letterario e storico della letteratura italiano.

## Biografia
Giorgio Patrizi si laureò e svolse a lungo attività di ricerca e didattica presso l'Università di Roma "La Sapienza". Dal 2002 fu professore ordinario di Letteratura Italiana presso l'Università del Molise, dove diresse il Dipartimento di Scienze Umane Storiche e Sociali.
Fu visiting professor presso numerose università straniere, tra cui Berlino, Gand, Parigi VIII, Poitiers, Szeged, Rio de Janeiro, Edimburgo, Madrid.
Collaborò a quotidiani e a programmi culturali di RadioRai e RaiTV.
Fu consigliere di amministrazione dell'Istituto Nazionale del Dramma Antico (INDA) di Siracusa e fu socio fondatore delle fondazioni scientifiche Cisva e Artes Renascentes. Diresse la rivista "Immagine e parola", dal 2019  per l'editore Serra di Pisa.
La sua produzione scientifica si articolò in studi dedicati al Rinascimento, alla letteratura tra Otto e Novecento, a temi della teoria e della critica letteraria, al dibattito della critica militante.
Vinse il Premio Flaiano 2015 con la sua opera Gadda (Salerno Editrice).

## Pubblicazioni principali
- La critica e Gadda (1977)
- Roland Barthes o le peripezie della semiologia (1979)
- Il mondo da lontano. Fatto e racconto nei romanzi di Verga (1988)
- Stefano Guazzo e la  Civil Conversazione (1995)
- Il tempo imperfetto. Dispositivi critici negli anni della restaurazione (1980-1995) [assieme a Claudio Mutini]
- Prose contro il romanzo. Antiromanzi e metanarrativa nel Novecento Italiano (1997)
- L'Umorismo di Pirandello (1998)
- Narrare l'immagine. La tradizione degli scrittori d'arte (2000)
- La letteratura proibita (2007)
- Il saggio nel Novecento (2009)
- Gadda (2014)
- Prefazione (assieme a Giuseppe Di Giacomo) al libro Il romanzo nel nuovo millennio, a cura di G. Di Giacomo e U. Rubeo, Mimesis Editore, Milano 2020